# Robert McCormick
Robert McCormick, född 22 juli 1800 i Runham i Norfolk, död 25 oktober 1890, var en engelsk polarforskare.
McCormick trädde 1823 som skeppsläkare i engelska marinen, följde 1827 som naturforskare William Edward Parry på fartyget "Heclas" färd norr om Spetsbergen, var sedan tjänstledig under flera år, där han under vandringar i England och Wales studerade geologi och naturhistoria. År 1839 följde han som läkare och naturforskare James Clark Ross med fartyget Erebus till Antarktis. Senare ville han förmå amiralitetet att utsända en polarexpedition för att söka John Franklin, men vann endast till viss utsträckning tillfälle till en färd med fartyget North Star, skildrad i Narrative of a boat expedition up the Wellington channel in the year 1852 (1854). Sina resor och expeditioner samt en utförlig självbiografi utgav han 1884 under titeln Voyages of discovery in the arctic and antarctic seas and round the world (2 band).
Sydpolslabb (Stercorarius maccormicki) är uppkallad efter honom.